# Rhopalodes lobophoraria
Rhopalodes lobophoraria là một loài bướm đêm trong họ Geometridae.